# ギャヴィン・ハリソン
ギャヴィン・ハリソン（Gavin Harrison、1963年5月28日 - ） は、イングランド出身のロックミュージシャン、ドラマー。主に、プログレッシブ・ロック・バンド「ポーキュパイン・ツリー」「キング・クリムゾン」「パイナップル・シーフ（英語: The Pineapple Thief）」での活動で知られている。

## 概要・略歴
1979年、セッション・ドラマーとして活動を始める。1990年代まで様々なジャンルのアーティストと仕事を共にし、日本人ミュージシャンでは清水靖晃（アルバム『アドゥナ』）、清水三恵子（アルバム『貝の道』）、吉弘千鶴子（アルバム『Conscious Mind』）らをサポートしている。

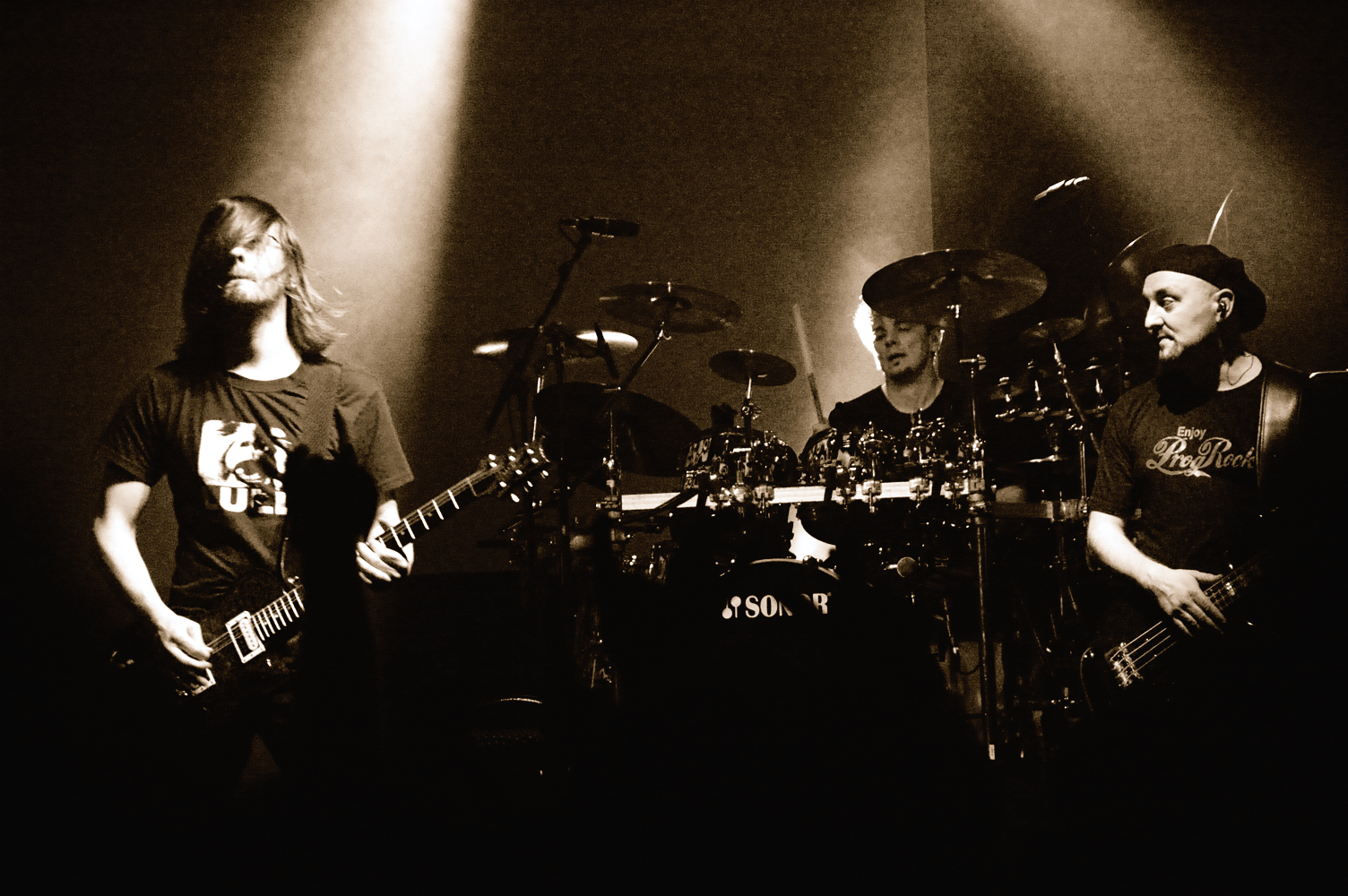
ポーキュパイン・ツリー (2009年)

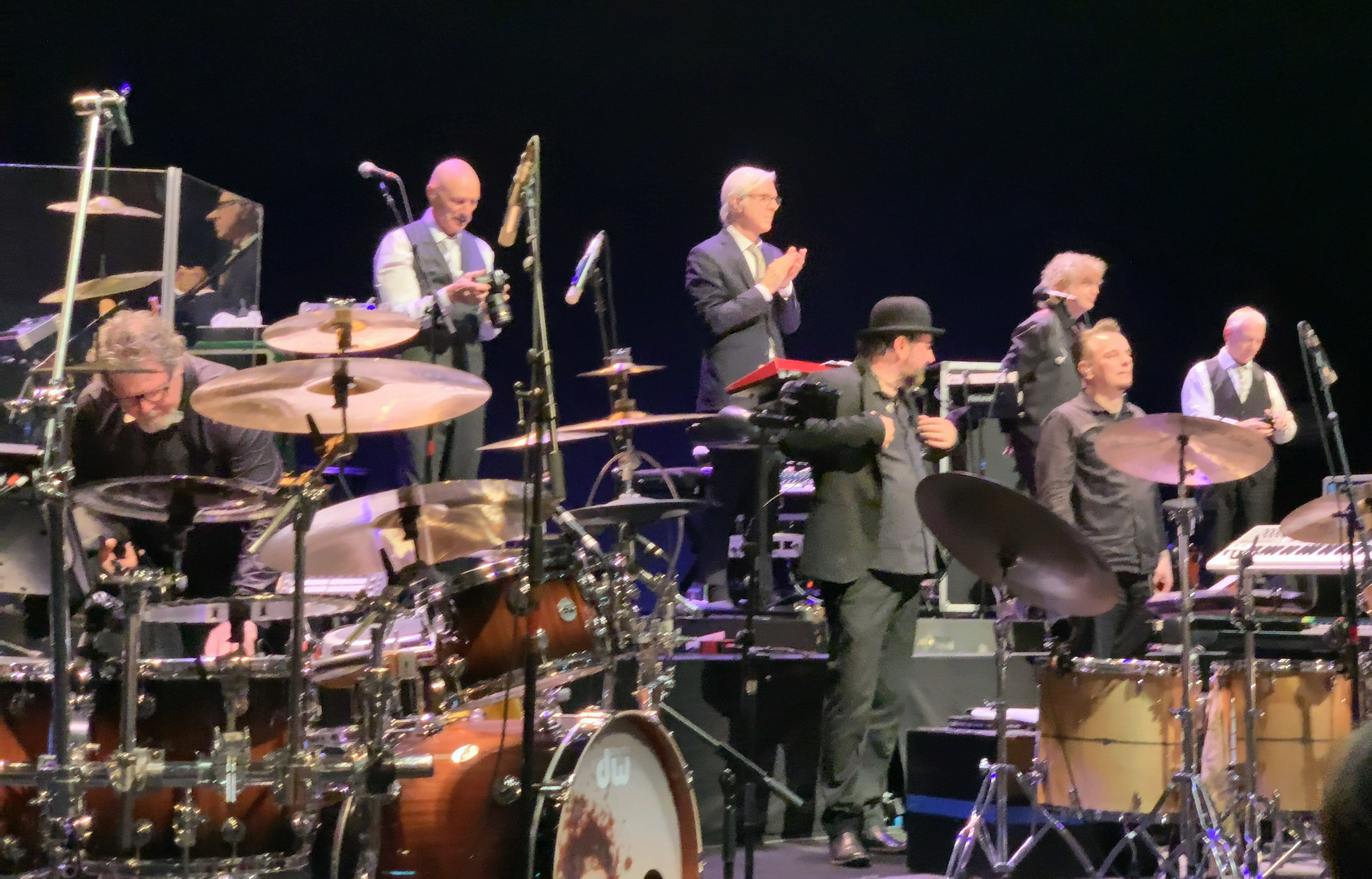
キング・クリムゾン（2018年）

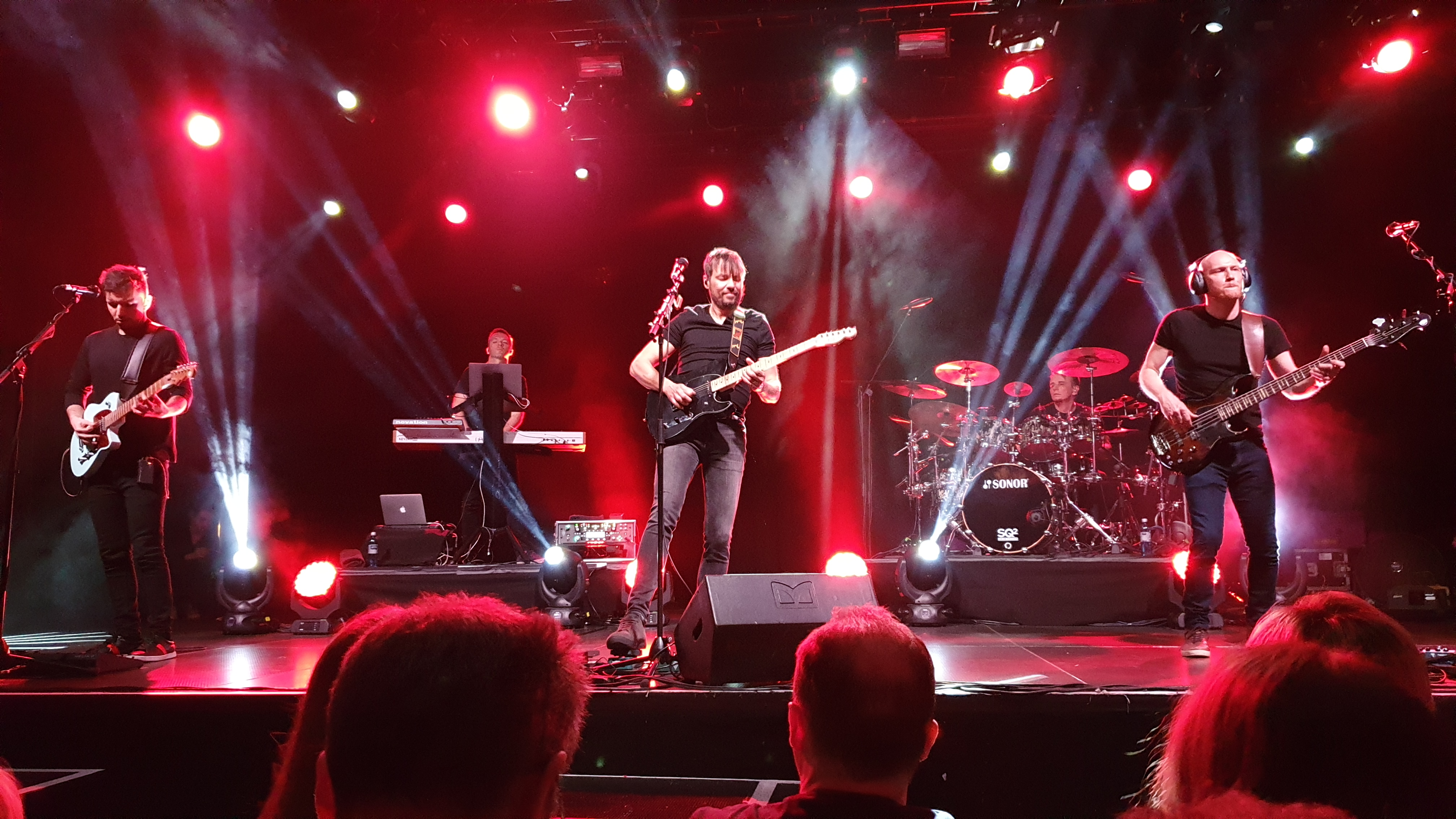
パイナップル・シーフ（2019年）

2002年、プログレッシブ・ロック・バンド「ポーキュパイン・ツリー」に正規メンバーとして加入。そして2008年、以前から同バンド を高く評価していたロバート・フリップから勧誘を受け、主宰するプログレッシブ・ロック・バンド「キング・クリムゾン」にも在籍し兼任。間にア・キング・クリムゾン・プロジェクトを挟み、2013年からの再始動から本格的に参加した。さらに2017年から、プログレッシブ・ロック・バンド「パイナップル・シーフ」にも掛け持ちで参加している。
ソロでは、1997年と2015年にアルバムを発表。また、ベーシストの05Ricやアントワーヌ・ファファールと連名で作品をリリースしている。

## 使用機材
近年ではソナー製ドラムセット「SQ²」を使用。ドラムヘッドはRemo製、シンバルはジルジャン製、ツインペダルはTAMA製「スピードコブラ」などを使用している。また、自らドラムセットの解説なども配信している。
また、自前のスタジオを所有しており、ポーキュパイン・ツリーの同僚らが訪れて録音することもある。これまでの経験から『異なるメーカーのドラムでプレイしても、機材による変化に大きな違いはない。例えばビル・ブルーフォードが自分のスタジオのドラムセットで叩いても、やはりビルのサウンドになる』と分析している。

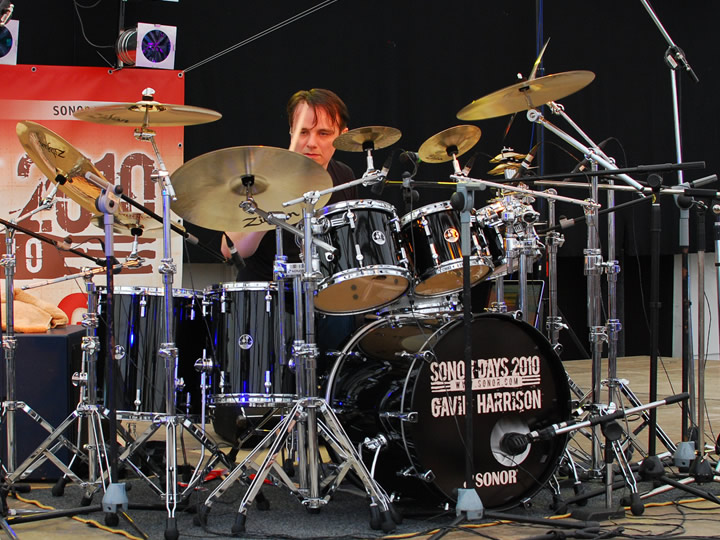
愛用している『ソナー』製ドラムセット（2010年）

## ディスコグラフィ

### ソロ・アルバム
- Sanity & Gravity (1997年)
- 『チーティング・ザ・ポリグラフ』 - Cheating the Polygraph (2015年)

### ギャヴィン・ハリソン & 05Ric
- 『ドロップ』 - Drop (2007年)
- 『サークルズ』 - Circles (2009年)
- 『マン・フー・ソールド・ヒムセルフ』 - The Man Who Sold Himself (2012年)

### ギャヴィン・ハリソン & アントワーヌ・ファファール
- 『ケミカル・リアクションズ』 - Chemical Reactions (2020年)

### ポーキュパイン・ツリー
- 『イン・アブセンティア』 - In Absentia (2002年)
- Futile (2003年) ※EP
- XM (2003年) ※ライブ
- 『ザ・スカイ・ムーヴズ・サイドウェイ』 - The Sky Moves Sideways (2004年) ※再発盤ボーナストラックのみ
- 『デッドウイング』 - Deadwing (2005年)
- 『アップ・ザ・ダウンステアー』 - Up the Downstair (2005年) ※再発盤ボーナストラックのみ
- XMII (2005年) ※ライブ
- Rockpalast (2006年) ※ライブ
- Arriving Somewhere... (2006年) ※ライブ
- 『フィアー・オブ・ア・ブランク・プラネット』 - Fear of a Blank Planet (2007年)
- 『ニル・リカーリング-虚無循環』 - Nil Recurring (2007年) ※EP
- Ilosaarirock (2009年) ※ライブ
- 『ジ・インシデント』 - The Incident (2009年)
- Anesthetize (2010年) ※ライブ
- Atlanta (2010年) ※ライブ
- 『ライヴ〜オクタン・トゥイステッド（ジ・インシデント・コンサート）』 - Octane Twisted (2012年)
- Closure/Continuation (2022年)

### キング・クリムゾン
※特記なき場合、ライブ・アルバム
- Park West, Chicago, Illinois – 7 August 2008 (2008年)
- 『ジ・エレメンツ・オブ・キング・クリムゾン』 - The Elements of King Crimson (2014年) ※未発表音源とライブのコンピレーション
- 『ライヴ・アット・オルフェウム』 - Live At The Orpheum (2015年)
- 『ライヴ・イン・ウィーン2016+ライヴ・イン・ジャパン2015』 - Live In Vienna (2016年)
- 『ラディカル・アクション〜ライヴ・イン・ジャパン+モア』 - Radical Action to Unseat the Hold of Monkey Mind (2016年)
- 『ライヴ・イン・トロント』 - Live in Toronto (2016年)
- 『メルトダウン〜ライヴ・イン・メキシコ』 - Meltdown: Live in Mexico City (2017年)
- 『ライヴ・イン・シカゴ2017』 - Live In Chicago (2017年)
- 『ヒーローズ〜トリビュート・トゥ・デヴィッド・ボウイ』 - Heroes（2017年）※ライブEP
- 『音楽は我らが友 ライヴ・イン・ワシントン・アンド・アルバニー2021』- Music is our Friend: Live in Washington and Albany 2021 (2021年)

ア・キング・クリムゾン・プロジェクト
- 『ア・スケアシティ・オブ・ミラクルズ』 - A Scarcity of Miracles (2011年)

### パイナップル・シーフ
- 『ユア・ウィルダネス』 - Your Wilderness (2016年)
- 『ホェア・ウィー・ストゥッド』 - Where We Stood (2017年) ※ライブ
- 『デソリューション』 - Dissolution (2018年)
- 『ホールド・アワ・ファイア』 - Hold Our Fire (2019年) ※ライブ。旧邦題『ライヴ!〜Dissolution Tour 2018〜』
- 『混沌』 - Versions of the Truth (2020年)
- Nothing but the Truth - Live (2021年) ※ライブ
- 『ギヴ・イット・バック』 - Give It Back (2022年)

### 参加アルバム
クラウディオ・バリオーニ
- AncorAssieme (1992年) ※ライブ
- 『アッシエーメ』 - Assieme (1992年) ※ライブ
- Io Sono Qui (1995年)
- Attori e Spettatori (1996年) ※ライブ
- Anime in Gioco (1997年) ※コンピレーション
- A-Live (1998年) ※ライブ
- Viaggiatore Sulla Coda del Tempo (1999年)
- Acustico (2000年) ※ライブ
- Sono Io (2003年)
- Cresendo e Cercando (2005年) ※ライブ
- Quelli Degli Altri Tutti Qui (2006年)
- Q.P.G.A (2009年)
- Con Voi (2013年)
- In Questa Storia, Che E La Mia (2020年)

エド・プール
- ED 4 (2008年)
- Depth (2010年)
- Routes (2012年)

スチュワート&ガスキン
- 『ビッグ・アイデア』 - The Big Idea (1989年)
- 『スピン』 - Spin (1991年)
- 『グリーン・アンド・ブルー』 - Green and Blue (2009年)
- 『ザ・TLG・コレクション』 - The TLG Collection (2009年) ※コンピレーション
- 『スター・クロックス』 - Star Clocks (2018年)

ジャッコ・ジャクジク
- We Never Had It So Good (1990年) ※with トム・ロビンソン
- 『マスタード・ガス・アンド・ローゼズ』 - Mustard Gas and Roses (1994年)
- Kingdom of Dust (1994年)
- Are My Ears on Wrong? (1995年)
- The Road to Ballina (1997年)
- 『ロマンティック・グリー・クラブ』 - The Bruised Romantic Glee Club (2007年)
- 『シークレッツ・アンド・ライズ』 - Secrets & Lies (2020年)

フランコ・バッティアート
- Caffè de la Paix (1993年)
- L'ombrello e la macchina da cucire (1995年)
- L'imboscata (1996年)
- Gommalacca (1998年)
- Apriti sesamo (2012年)
- Anthology - Le nostre anime (2015年) ※コンピレーション

その他
- アルベルト・リゴーニ : Rebirth (2011年)
- アリーチェ : Mezzogiorno sulle Alpi (1992年)
- アマデウス・アワド : Schizanimus (2013年)
- アンジェラ・バラルディ : Rosasporco (2001年)
- BJ・コール : 『透明な時空』 - Transparent Music (1989年)
- BJ・コール : Heart of the Moment (1995年)
- ブラック : 『コメディー』 - Comedy (1988年)
- ブラックフィールド : 『ブラックフィールド1』 - Blackfield (2004年)
- ブラックフィールド : 『ブラックフィールド2』 - Blackfield II (2007年)
- カモフラージュ : Meanwhile (1991年)
- カーロ・バートン : Planetarium (2015年)
- カーロ・フィミアニ : Too Early (2007年)
- 吉弘千鶴子 : 『コンシャス・マインド』 - Conscious Mind (1993年)
- ダリオ・ジーノ : L'incoscienza di Zeno (2010年)
- デヴィッド・デヴァント&ヒズ・スピリット・ワイフ : Ginger (1996年)
- デヴォーグ : Devogue (1997年)
- ディズミスリア : Dizrhythmia (1987年)
- ディズミスリア : Dizrhythmia Too (2016年)
- ドナ・ガーディアー : 『リーチ・アウト』 - Reach Out (1990年) ※「I'll Be There」に参加
- エロス・ラマゾッティ : Più Bella Cosa Live (1995年)
- エウジュニオ・フィナルディ : La Forza Dell'amore (1990年)
- エウジュニオ・フィナルディ : Millennio (1991年)
- フェイツ・ウォーニング : 『ロング・デイ・グッド・ナイト』 - Long Day Good Night (2020年)
- フィオレッラ・マンノイア : I Treni a Vapore (1992年)
- Fjieri : Endless (2009年)
- Fjieri : Words Are All We Have (2016年)
- Froon : Froon (1987年)
- フュージョン・シンジケート : The Fusion Syndicate (2012年)
- ゲイル・アン・ドロシー : The Corporate World (1988年)
- ジャンルカ・ダレッシオ : Sunrise Markets (2018年)
- グレブ・コリャーディン : 『グレブ・コリャーディン』 - Gleb Kolyadin (2018年)
- ハリー・シェアラー : Can't Take A Hint (2012年)
- Heraldo Zuniga : Triangulo de Musgo (2001年)
- アイアムザモーニング : Belighted (2014年)
- アイアムザモーニング : 『ライトハウス』 - Lighthouse (2016年)
- イギー・ポップ : 『ライヴ・リッツ N.Y.C. 86』 - Ritz N.Y.C. Live (1991年) ※1986年ライブ録音
- インコグニート : 『インサイド・ライフ』 - Inside Life (1991年)
- ケヴィン・エアーズ : 『スティル・ライフ・ウィズ・ギター』 - Still Life with Guitar (1992年)
- コンペンディウム : 『ビニース・ザ・ウェイヴス』 - Beneath The Waves (2012年)
- リーナ・ラヴィッチ : March (1990年)
- ルイス・テイラー : 『ルイスII』 - Lewis II (2000年)
- ルイス・テイラー : In Session (2005年)
- リサ・スタンスフィールド : 『スウィング オリジナル・サウンドトラック』 - Swing (1999年)
- ドーファイ・レジスタンス : Chalk Lines (2012年)
- マンフレッド・マンズ・アース・バンド : Soft Vengeance (1996年)
- マノーロ・ガルシア : Nunca el Tiempo es Perdido (2002年)
- マルコ・タフェッリ : Reset (2010年)
- ミック・カーン : 『トゥース・マザー』 - The Tooth Mother (1995年)
- 清水三恵子 : 『貝の道』 - A Road of Shells (1990年)
- Miss Thi : Lover (1991年)
- ニック・ジョンストン : 『リマーカブリー・ヒューマン〜超神夢弦伝道師〜』 - Remarkably Human (2016年)
- ノーマン : Schoolyard Ghosts (2008年)
- OSI : Blood (2009年)
- OSI : Fire Make Thunder (2012年)
- パオロ・ジァノリォ : Pane e Nuvole (2009年)
- パオロ・ジァノリォ : Tribu' di Note (2012年)
- パティ・プラヴォ : Radio Station (2002年)
- ポール・カシック : P'dice (2011年)
- ポール・ヤング : Grazing in the Grass Live (1995年) ※ライブEP
- ピーター・コックス : Flame Still Burns (2001年)
- ピーター・コックス : Desert Blooms (2004年)
- プロゲット・カヴァーニ : Alza la Testa (1993年)
- ラフ : Cannibali (1993年)
- ランディ・グッドラム : 『レッド・アイ』 - Red Eye (2020年)
- リチャード・バルビエリ : Stranger Inside (2008年)
- リチャード・バルビエリ/ティム・バウネス : 『フレイム』 - Flame (1994年)
- ロブ・コーエン/ビヴァリー・クレイヴェン : Lady Advertiser (2004年)
- サム・ブラウン : 『ストップ』 - Stop! (1987年)
- サラ・ジェーン・モリス : 『リーヴィング・ホーム』 - Sarah Jane Morris (1989年) ※「Can't Get To Sleep Without You」に参加
- サロ・コセンティーノ : Ones & Zeros (1997年)
- シャーリー・ベラフォンテ : Shari (1989年)
- シャロン・ローズ : Never Be The Same (1994年)
- シーラ・ニコルズ : Wake (2002年)
- シューター : ..And Your Point? (1999年)
- ステファノ・パヌンジ : Timelines (2005年)
- スティーヴ・ソーン : 『エモーショナル・クリーチャーズ・パート2』 - Part Two: Emotional Creatures (2007年)
- スティーヴ・ソーン : 『イントゥ・ジ・イーサー』 - Into the Ether (2009年)
- スティーヴン・ウィルソン : Insurgentes (2008年)
- ストーム・コロージョン : 『ストーム・コロージョン』 - Storm Corrosion (2012年)
- キングス・オブ・オブリヴィオン : Big Fish Popcorn (1987年)
- タンジェント : 『仕事の儀式』 - Le Sacre Du Travail (2013年)
- 3 Blind Mice : Good Grief (2007年)
- 清水靖晃 : 『アドゥナ』 - Aduna (1989年)
- Zerra One : The Domino Effect (1986年)